# Иванов, Александр Васильевич (переводчик)
Алекса́ндр Васи́льевич Ивано́в (конец XVIII века — после 1812) — русский переводчик.

## Биография
Биография Иванова неизвестна. Печатался в начале XIX века в Москве, где предположительно и жил. Возможно, обучался в Московском университете, хотя этот факт не имеет документального подтверждения. Занимался переводами преимущественно сентиментальных романов (иногда с готическими мотивами) французских и английских авторов (последних — на основе французских переводов их произведений). Качество переводов Иванова было средним для его времени. Некоторые исследователи приписывали его сочинения Ардалиону Васильевичу Иванову.